# Saxparty 11
Saxparty 11 är ett studioalbum från 1984 utgivet av det svenska dansbandet Ingmar Nordströms på skivmärket Frituna. Albumet placerade sig som högst på 13:e plats på den svenska albumlistan. Albumet återutgavs 1991 till CD.

## Låtlista
1. Här får du sången (Just An Illusion)
2. My Oh My
3. Får jag tala om att det är dig jag har kär
4. Stranger in Paradise
5. En sång i en saga
6. Vägen till paradiset (Guardian Angel)
7. Dancing Duck
8. Glory Hallelujah
9. Till alla dem som jag höll av (To All The Girls I've Loved Before)
10. Sweet And Low
11. Lilla fågel blå
12. Jag väntar
13. Stupid Cupid
14. I Believe in You

## Listplaceringar
| Lista (1984) | Topplacering |
| ------------ | ------------ |
| Sverige      | 13           |

### Fotnoter
1. ↑  Listplacering